# 雨蘭咲木子
雨蘭 咲木子（うらん さきこ、1963年9月10日 - ）は、日本の女優、声優。大阪府生まれ、東京都出身。青二プロダクション所属。

## 来歴
大阪府で生まれ、生後3ヵ月で東京都で育つ。
桐朋女子高等学校卒業。
2007年12月に、職場関係の男性と結婚。
2024年3月31日をもってプロダクション・エコーを退所（劇団テアトル・エコーには在籍のまま）、翌4月1日青二プロダクションへの移籍を自身のSNSで発表。

## 人物
海外ドラマの『ふたりは最高! ダーマ&グレッグ』の吹き替えで吹き替えを担当した声優陣と一緒に、アメリカで実際のドラマに出演した俳優陣と手紙のやりとりを行い親交を温めた。その際にダーマ役のジェナ・エルフマンから貰った手紙を今も宝物にしている。
『ダーマ&グレッグ』や『サブリナ』や『ファン・ジニ』で共演した藤田淑子を尊敬している。また、同じく『ダーマ&グレッグ』で共演した森川智之や斎藤志郎とも親交がある。
『伊東家の食卓』のP子役は、テレビ局の担当者が『ダーマ&グレッグ』のファンであったために決まった。

## 出演
太字はメインキャラクター。

### テレビアニメ
1992年
- ルパン三世 ロシアより愛をこめて

1994年
- 幽☆遊☆白書（俠妃、孤光）

1995年
- ぼのぼの（クズリくん、たまごのキミくん）

1997年
- EAT-MAN（ドナ）

1999年
- ワイルドアームズ トワイライトヴェノム（シルヴィ）

2002年
- ペコラ （スラリーさん）

2003年
- シンデレラボーイ（ウェンディ）

2004年
- 学園アリス（タカハシさん）
- ふたりはプリキュア（ポイズニー）
- 焼きたて!!ジャぱん（さっちゃん）

2005年
- シュガシュガルーン（シナモン＝メイユール）
- 冒険王ビィト エクセリオン（チューバ）
- MÄR-メルヘヴン- （クレイジーキルト）

2006年
- 出ましたっ!パワパフガールズZ（レディ）
- NARUTO -ナルト-（クニヒサ）
- xxxHOLiC（2006年 - 2008年、灯） - 2シリーズ

2007年
- おでんくん（妖精）
- 古代王者 恐竜キング Dキッズ・アドベンチャー（みっちぇる）
- BLUE DRAGON（2007年 - 2009年、マルマロ） - 2シリーズ
- おさるのジョージ (グルメ評論家のサリー、スプリント)

2008年
- テイルズ オブ ジ アビス（ノワール）

2009年
- 怪談レストラン（カーおばさん）
- フレッシュプリキュア!（蒼乃レミ）

2010年
- COBRA THE ANIMATION（デイジー）
- はっけん たいけん だいすき!しまじろう（ヤカンの精）

2011年
- 君と僕。（塚原容子）
- トリコ（節乃）
- よんでますよ、アザゼルさん。（2011年 - 2013年、ラファエル、浮気相手） - 2シリーズ

2012年
- 君と僕。2（塚原容子）
- GON -ゴン-（キツ）
- デュエル・マスターズ ビクトリーV（小岩井実）
- 松本零士「オズマ」（ルナ・ノグチ）

2015年
- 怪盗ジョーカー（ミルフィーユ）

2016年
- ONE PIECE（ジンラミー）

2017年
- ゼロから始める魔法の書（オババ）

2018年
- 実験品家族 -クリーチャーズ・ファミリー・デイズ-（母親）

2020年
- 体操ザムライ（カズの母）

2022年
- うる星やつら (2022)（2022年 - 2024年、おばさん、主婦） - 2シリーズ

2025年
- 名探偵コナン（安堂芹亜）

### 劇場アニメ
- 3丁目のタマ おねがい!モモちゃんを捜して!!（1993年、べー、ブラックフット(子猫)）
- ぼのぼの（1993年、クズリくん）
- PiPi とべないホタル（1996年、ゲンゴロウ〈メス〉）
- あした元気にな〜れ! 半分のさつまいも（2005年、大沢和重）
- 放課後ミッドナイターズ（2012年、ミーコ[13]）
- 劇場版 トリコ 美食神の超食宝（2013年、節乃）

### OVA
- ぞくぞく村のオバケたち（1996年、ミイラのマミさん）
- 夏目友人帳 いつかゆきのひに（2014年、ユキハナ）

### ゲーム
1999年
- 俺の料理

2002年
- ガチャろく（かえる）

2003年
- ガチャろく2〜今度は世界一周よ!!〜（カエル）

2004年
- ホーンテッドマンション（マダム・レオタ）

2005年
- サクラ大戦V 〜さらば愛しき人よ〜（夢殿）
- ラチェット&クランク4th ギリギリ銀河のギガバトル（ファニータ）

2007年
- みんなのGOLF 5（ソニア）

2009年
- こども教育テレビWii あいうえ・おーちゃん（おーちゃん）

2012年
- トリコ グルメサバイバル!2（節乃）
- トリコ グルメモンスターズ!（節乃）

2013年
- トリコ グルメガバトル!（節乃）
- トリコ アルティメットサバイバル（節乃）

2020年
- 幽☆遊☆白書 100%本気バトル（孤光）

### ドラマCD
- ながされて藍蘭島 Vol.2（遠野サン）

### 吹き替え

#### 担当女優
アニタ・ムイ
- 酔拳2（リン）※フジテレビ版
- ファイト・バック・トゥ・スクール3（トン・ジュウデン）
- レッド・ブロンクス（エレイン）※フジテレビ版

ジェナ・エルフマン
- この町に生きて（アイヴァ・ルー・ウェイド）
- チャーリー・シーンのハーパー★ボーイズ（フランキー）
- フォルテ（オーバーン）
- ふたりは最高! ダーマ&グレッグ（ダーマ・モンゴメリー）

ジェニファー・ティリー
- 恋のゆくえ/ファビュラス・ベイカー・ボーイズ（モニカ・モラン）※DVD版
- のるかそるか（ヴィッキー）※TBS版
- ブロンドと柩の謎（ロリー・パーソンズ）
- マイアミ・ガイズ -俺たちはギャングだ-（フェリス・ローウェンステイン）
- ミュージック・フロム・アナザー・ルーム（ニーナ）
- ライアー ライアー（サマンサ・コール）

スー・チー
- ゴージャス（プゥ）※パイオニアLDC版
- スー・チー in ヴィジブル・シークレット（ジュネ/ウォン・シュカム）
- スー・チーin ミスター・パーフェクト（シュリーン）
- 夢翔る人/色情男女（モニク）

モリー・シャノン
-  グリンチ（ベティ・ルー・フー）※NHK版
- ぼくとアールと彼女のさよなら（デニース）
- モンスター・ホテルシリーズ（ワンダ）
  - モンスター・ホテル
  - モンスター・ホテル2
  - モンスター・ホテル クルーズ船の恋は危険がいっぱい?!
  - モンスター・ホテル 変身ビームで大パニック!

#### 映画
- 悪魔たち、天使たち
- あなたに逢いたくて（ベティ〈メラニー・グリフィス〉）
- アメリカン・パイ in ハレンチ教科書（ロブの母〈ロザンナ・アークエット〉）
- アメリカン・パロディ・シアター（バニース・ピットニック、アルファ・ベータ）
- アルビン3 シマリスたちの大冒険 (ゾーイ〈ジェニー・スレイト〉)
- アレックス・ライダー（ナディア・ヴォール〈ミッシー・パイル〉）
- 暗殺者（ジェニファー〈ケリー・ローワン〉）※ソフト版
- アンデッド（サリアンヌ）
- アンドリューNDR114（ガラテア〈キルステン・ウォーレン〉）※日本テレビ版
- インプラント（テリー・アルバ〈ダグマーラ・ドミンスク〉）
- ヴァンパイア・イン・ブルックリン ※フジテレビ版
- ヴァン・ヘルシング（マリーシュカ〈ジョジー・マラン〉）※テレビ朝日版
- ウェインズ・ワールド2（ベティ・ジョー〈オリヴィア・ダボ〉）
- ウォンテッド（ジャニス〈ローナ・スコット〉[14]）※BSテレ東版
- エイト・ヘッズ（アネット〈ダイアン・キャノン〉）
- エクセス・バゲッジ/シュガーな気持ち（ルイーズ〈サリー・カークランド〉）
- OSS 117 私を愛したカフェオーレ（国王の姪）
- オースティンランド 恋するテーマパーク（エリザベス・チャーミング〈ジェニファー・クーリッジ〉）
- おかしなおかしな訪問者（ジネット）
- おかしな二人（セシリー）※VOD版
- オフィスキラー（キム〈モリー・リングウォルド〉）
- オペレーション（ガルシア）
- オンリー・ユー（レスリー〈シオバン・ファロン〉）
- ガーフィールド2
- 顔のない天使（グロリア・ノースタッド〈フェイ・マスターソン〉）※ソフト版
- カジノ・ヒート（ジンジャー）
- 彼女は夢見るドラマ・クイーン（カレン・ステップ〈グレン・ヘドリー〉）
- キャプテン・ロン（パティ）
- キューティ・ブロンド（ポーレット〈ジェニファー・クーリッジ〉）※日本テレビ版
- 教授のおかしな妄想殺人（リタ・リチャーズ教授〈パーカー・ポージー〉）
- キンダガートン・コップ（シンディ）※テレビ朝日版
- クール・ドライ・プレイス（ベス・ウォード〈ジョーイ・ローレン・アダムス〉）
- グリース（フレンチー〈ディディ・コン〉）※ソフト版
- クロコダイル・ダンディー（カーラ）※テレビ朝日版
- ケンタッキー・フライド・ムービー（バーバラ・ダンカン、キャロル、ツアーガイド、叫ぶ看護婦、リタ・フィラグリー、酸化亜鉛の主婦）※ソフト版
- 恋のミニスカウエポン（ニノチカ・カプロヴァ〈ジェシカ・コーフィール〉）
- 恋は邪魔者（グウェンドリン・ピジョン〈ジェリー・ライアン〉）
- 荒野はつらいよ 〜アリゾナより愛をこめて〜（ルース〈サラ・シルバーマン〉）
- 50回目のファースト・キス（アレクサ）
- GODZILLA（ルーシー・パロッティ〈アラベラ・フィールド〉）※日本テレビ版[6]
- THE CROW/ザ・クロウ（ホリー・デイズ）
- ザ・ダイバー（グウェン・サンデー〈シャーリーズ・セロン〉）
- ザッツ・ファビュラス!（バブル〈ジェーン・ホロックス〉）
- ザ・フェイス（ケイトリン）
- 6デイズ/7ナイツ（アンジェリカ）※日本テレビ版
- ジム・キャリーのエースにおまかせ!（ワチャティ族の王女〈ソフィー・オコネドー〉）
- シャギー・ドッグ（グウェン・リヒトマン博士）
- シュランケン・ヘッド/アメリカの怪談（ミッチ〈リー＝アリン・ベイカー〉）
- ジュリエットからの手紙（マリア〈ミレーナ・ヴコティッチ〉）
- ショウタイム（アニー）※テレビ朝日版
- 新世紀Mr.Boo! ホイさま カミさま ホトケさま（ハミー・ポッポー〈セシリア・チャン〉）
- スーザンズ・プラン/殺せないダーリン（ベティ・ジョンソン〈ララ・フリン・ボイル〉）
- スーパーマン（イヴ・テッシュマッカー〈ヴァレリー・ペリン〉）※テレビ朝日新録版
- スーパーマン リターンズ（キティ・コワルスキー〈パーカー・ポージー〉）
- ズーランダー（カティンカ〈ミラ・ジョヴォヴィッチ〉）
- スチュアート・リトル（ベアトリスおばさん）※ソフト版
- ストリート・オブ・ファイヤー（ベイビー・ドール〈エリザベス・デイリー〉）※VOD版
- ストレンジャー（モーラ）
- スパイダーマン
- スピード2（シェリータミアライザ）※フジテレビ版
- スペース・エイド（シマージュ〈キャシー・アイアランド〉）
- スモール・ソルジャーズ（アイリーン・アバーナシー〈アン・マグナソン〉）※日本テレビ版
- ゾンビ・ストリッパーズ（マダム・ブラヴァツキ）
- ターミネーター（ジンジャー・ヴェンチュラ〈ベス・モッタ〉）※テレビ東京版
- タイトロープ（サム）※テレビ朝日版
- ダウントン・アビー/新たなる時代へ（マーナ〈ローラ・ハドック〉[15]）
- チャップリンとパン屋（主の妻〈ノーマ・ニコルズ〉）※スター・チャンネル版
  - チャップリンの役者（映画スター〈シャーロット・ミノー〉）※スター・チャンネル版
- チャンス!（シンディ・メイソン、サンディ〈アリソン・ジャネイ〉）
- D-TOX（ロペス）※テレビ東京版
- ディザスター・ムービー!最'難'絶叫計画（魔法にかけられた姫 / エイミー・ワインハウス / ジェシカ・シンプソン〈ニコール・パーカー〉）
- ティファニーで朝食を（メグ〈ドロシー・ホイットニー〉）※ソフト版・日本テレビ版
- 電話で抱きしめて（マディ〈リサ・クドロー〉）
- トゥームレイダー ファースト・ミッション（パメラ〈ジェイミー・ウィンストン〉[16]）
- トゥルー・ロマンス（アラバマ・ウィットマン〈パトリシア・アークエット〉）※日本テレビ版
- トップガン（キャロル〈メグ・ライアン〉）※日本テレビ版
- トランザム7000 PART3（ティナ、ファーンブッシュ夫人）
- ナチュラル・ボーン・キラーズ （マロリー・ノックス〈ジュリエット・ルイス〉）
- ナニー・マクフィーと空飛ぶ子ブタ（トプシー）
- 200本のたばこ（ヒラリー〈キャサリン・ケルナー〉）
- ネバーエンディング・ストーリー3 ※テレビ朝日版
- ノッティングヒルの恋人（ハニー〈エマ・チャンバース〉）※日本テレビ版
- ハードロック・ハイジャック（スージー）
- バイオハザードII アポカリプス（テリ・モラレス〈サンドリーヌ・ホルト〉）※フジテレビ版
- 裸の銃を持つ男 33 1/3 最後の侮辱（タニア・ピータース〈アンナ・ニコル・スミス〉）
- バックファイヤー!
- バットマン フォーエヴァー（スパイス〈デビ・メイザー〉）※テレビ朝日版
- ハッピー・ブロンド（メグ・ピーターズ）
- ハドソン・ホーク（ミネルバ・メイフラワー〈サンドラ・バーンハード〉）※フジテレビ版
- ハニーVS.ダーリン 2年目の駆け引き（アディ・ジョーンズ〈ジョーイ・ローレン・アダムス〉）
- ハリーの災難（ジェニファー・ロジャース〈シャーリー・マクレーン〉）※BD版
- ピーターラビット（ジマイマ・パドルダック〈ローズ・バーン〉[17]）
  - ピーターラビット2/バーナバスの誘惑[18]
- ビッグ・ダディ（コリーン・マロニー〈レスリー・マン〉）
- ビッグ・ヒット（パム・シュルマン〈クリスティナ・アップルゲイト〉）
- ビッグムービー（キャロル〈クリスティーン・バランスキー〉）
- ビバリーヒルズ・チワワ2（アポリーン・ブーヴィエ〈ブリジット・メンドラー〉）
- ヒューマンネイチュア（ルイーズ〈ロージー・ペレス〉）
- フーズ・ザット・ガール（ニッキー・フィン〈マドンナ〉）
- ファット・ガール 愛はサイズを超える（ジャズミン・ビルトモア〈モニーク〉）
- ブラックブック（ロニー）
- フリークス・シティ（ペグ〈ジョーン・キューザック〉[19]）
- フリントストーン2/ビバ・ロック・ベガス
- プロブレム・チャイルド2（エミリー）
- ペイバック（パール〈ルーシー・リュー〉）※ソフト版
- ホーム・アローン2（フラー〈キーラン・カルキン〉）※フジテレビ版
- ぼくのバラ色の人生（モニーク）
- 僕は、パリに恋をする（ミシェル）
- Hotel ホテル（ペトラ〈ビルギット・ミニヒマイアー〉）
- ほぼトワイライト（ジェニファー）
- ホワイトトラッシュ その日暮らし（リンダ・ブロンコ〈ショーン・ヤング〉）
- マーズ・アタック! （ナタリー・ウェスト〈サラ・ジェシカ・パーカー〉）※ソフト版
- マーダー・ライド・ショー（ベイビー・ファイアフライ〈シェリ・ムーン・ゾンビ〉）
  - デビルズ・リジェクト マーダー・ライド・ショー2（ベイビー・ファイアフライ〈シェリ・ムーン・ゾンビ〉）
- マンティコアvsU.S.A.（アシュレー・ピアース）
- Mr.&Mrs. スパイ（メグ・クラバーストン〈メアリーベス・モンロー〉）
- ミストレス（ペギー〈チューズデイ・ナイト〉）
- 未来は今（ザザ〈アンナ・ニコル・スミス〉）※パイオニアLDC版
- みんな私に恋をする（イローナ、ウンベルトの祖母〈ジュディス・マリナ〉）
- MIB メン・イン・バカ（スタイルズ捜査官〈リシャンヌ・ボールドリッチ〉）
- ライトアップ! イルミネーション大戦争（ティア・ホール〈クリスティン・チェノウェス〉）
- ラスト・チャンスをあなたに（ロンダ）
- ラッキー・ナンバー（クリスタル〈リサ・クドロー〉）
- ローデッド・ウェポン1（デスティニー・デメノア〈キャシー・アイアランド〉）※標準語版
- ロッキー5/最後のドラマ（カレン）※日本テレビ版
- わんわん!ホーム・アローン2（パット）
- わんわん物語（ジョック）

#### ドラマ
- アガサ・クリスティー ミス・マープル 復讐の女神（アマンダ・ダルリンプル）
- アンフォゲッタブル3 完全記憶捜査 #2（ダフィナ・ダーヴィシ）
- ER緊急救命室
  - シーズン7 #5（アンバー・スカイ〈アニー・ウッド〉）
  - シーズン9 #18（サンドラ〈タマラ・ズーク〉）
  - シーズン10 #6（テラ・キング〈サラ・シャヒ〉）
  - シーズン12（ジョディ・ケニヨン〈キャリー・ソーン〉）
- 宇宙船レッド・ドワーフ号シーズン11（アンキータ）
- F.B.EYE!! 相棒犬リーと女性捜査官スーの感動!事件簿（スー・トーマス）
- カリフォルニケーション シーズン4（ペギー）
- 恐竜家族（サンドラ）
- ギルモア・ガールズ（ベネット先生）
- KING兄弟（ピトリシア）
- glee/グリー（タミー）
- グレイス&フランキー（ブリアナ・ハンソン〈ジューン・ダイアン・ラファエル〉）
- クローザー シーズン3（ティファニー・ルイス）
- 刑事ナッシュ・ブリッジス（ベティ・アン）
- 恋するアンカーウーマン #12（ティナ・シュルツ）
- 恋するマンハッタン シーズン1 #8（スーザン〈ベス・リトルフォード〉）
- サブリナ（ヒルダ・スペルマン）
- ジョーイ（ボビー〈ジェニファー・クーリッジ〉）
- 白雪姫（サースデー）
- ステーション・イレブン（サラ〈ロリ・ペティ〉[20]）
- セサミストリート（トゥワイラ〈シンディ・ローパー〉、タラ・リン・シェイファー）※DVD版
- 地上最強の美女たち!チャーリーズ・エンジェル シーズン2 #7（ティンクル・ベル）※追加収録部分
- チャームド 〜魔女3姉妹〜 シーズン5（セイレーン）
- ディフェンダーズ 闘う弁護士（サリー・スコット〈キャシー・グリフィン〉）
- ドクター・フー（ドナ・ノーブル）
- ドリュー・ケリーDEショー（ミミ）
- バーン・ノーティス 元スパイの逆襲（フィオナ・グレナン〈ガブリエル・アンウォー〉）
- パワーレンジャーシリーズ
  - パワーレンジャー（女生徒）
- HEROES ファイナル・シーズン（エマ・クーリッジ）
- ビッグバン★セオリー ギークなボクらの恋愛法則（エリザベス・プリンプトン博士〈ジュディ・グリア〉）
- ファン・ジニ（クムチュン〈チョン・ギョスン〉）
- ファンタスティック・カップル（カンジャ）
- フレンズ（モニカとフィービーの友達、オーディション審査員 他）
- ボードウォーク・エンパイア 欲望の街
- ホワイトカラー（サリー〈レナ・ヘディ〉）
- マペット放送局（ドロシー）
- ミス・マープル 鏡は横にひび割れて（ローラ・ブルースター）
- ミセス・アメリカ 〜時代に挑んだ女たち〜（ローズマリー・トムソン〈メラニー・リンスキー〉[21]）
- ミディアム 霊能者アリソン・デュボア（サラ）
- 名探偵ポワロ 死者のあやまち（ハティ・スタッブス〈ステファニー・レオニダス〉）
- 名探偵モンク2 #9（バブコック夫人）
- THE MENTALIST メンタリストの捜査ファイル（タムジン・ドウブ〈アズラ・スカイ〉）
- ラッシュアワー #10（ヘザー・ラム〈スペンサー・グラマー〉、シュマーツ夫人）
- リゾーリ&アイルズ2（マギー・マクビー）

#### アニメ
- アンデルセン・ストーリーズ（姫君）
- ウォレスとグルミット 仕返しなんてコワくない!（オーニャ）
- おさるのジョージ（サリー・テッシオ、スプリント、ユースタス）
- 怪盗グルーシリーズ
  - 怪盗グルーの月泥棒 3D（ツーリストママ）
  - 怪盗グルーのミニオン危機一発（ジリアン）
  - ミニオンズ（女王）
  - ミニオンズ:アルバイト大作戦（バーブ）
  - ミニオンズ フィーバー（担任[22]）
- くもりときどきミートボール2 フード・アニマル誕生の秘密（バーブ）
- グリンチ（マージ[23]）
- コウノトリ大作戦!（サラ）
- スター・ウォーズ/クローン・ウォーズ (テレビアニメ)（シャアク・ティ）
  - スター・ウォーズ クローン大戦（シャク・ティ）
  - LEGO スター・ウォーズ パダワン・メナス（シャク・ティ）
- ぞうのババール バドゥのだいぼうけん（ラタクセス王妃、ストリッチ先生）
- バットマン
- ハッピー フィート2 踊るペンギンレスキュー隊（カルメン）
- パワーパフガールズ（マスクスカラ）
- びっくりスケアリー（ネスターのママ、サリー 他）
- ペット（マリア）
- ヘラクレス（エレクトラ）
- ホートン ふしぎな世界のダレダーレ（メアリー・ルー・ラルー博士）
- ポパイの大冒険〜海にひそむ謎を追え!〜（オリーブ・オイル）
- マシューせんせい 〜ゆかいなヒルトップ病院〜（フィリシティ）
- マスク・アニメーション（フォースエイト坊や、マチルダ）
- ディズニークラシック短編集うさぎとかめと花火合戦（女性の鳥）
- リメンバー・ミー（ロシータ）
- レゴバットマン ザ・ムービー（ハーレイ・クイン）
- ロラックスおじさんの秘密の種（ワンスラーの母）

### 人形劇
- こどもにんぎょう劇場
  - 「小さい魔女」（魔女の女の子）
  - 「そりすべり」（ウサギ）
- ニャンちゅうワールド放送局（パロロの声）

### ラジオ
- NHK-FM 青春アドベンチャー『仮想の騎士』
- NHK-FM ラジオマンジャック（2010年度から毎週土曜日 16:00〜18:00・それ以前は不定期特番、レギュラー出演）
- JFN TALE OF A TERROR
- JFN ランブリング・ポップス
- Isフィールドラジオ放送局 怪傑コミック番組!空飛ぶラジオ でんえもん（ゲスト出演）
- G-SAVIOUR（ジョイス・サンタヤナ）
- 感伝ラジオ by日俳連（2017年、音泉）

### テレビ番組
- 伊東家の食卓（P子の声）
- わいわいドンブリ（かむりん）

### ナレーション
- NHK高校講座・美術
- THE・サンデー
- SUPER SURPRISE → 火曜サプライズ
  - 火曜サプライズ特別版「キングダム」を生んだ街へ 山﨑賢人と吉沢亮アポなし旅
- news every.

### 映画
- 熊野から（2014年）
- 浅草・筑波の喜久次郎（2016年）

### 舞台
- 馬かける男たち
- おかしな二人 女性版
- 風と気まぐれ
- かっこうの隠れ家
- くしゃみ
- ザブザブ波止場
- 妻の名はモーリス
- 匿名シネマ
- 23階の笑い
- 8人の女
- 変ホ長調三重奏曲
- ら抜きの殺意

### その他コンテンツ
- まいにちがたからもの（おーちゃんの声）

### シリーズ一覧
1. ↑  第1期（2006年）、第2期『◆継』（2008年）
2. ↑  第1期（2007年 - 2008年）、第2期『天界の七竜』（2008年 - 2009年）
3. ↑  第1期（2011年）、第2期『Z』（2013年）
4. ↑  第1期（2022年 - 2023年）、第2期（2024年）